# Aditi Arya
Aditi Arya (Gurgaon, 18 de setembre de 1994) és una model índia, guanyadora del concurs de bellesa Femina Miss India World en 2015. Va representar Índia a Miss World en 2015.

## Biografia
Aditi Arya treballa a Nova Delhi. Ha col·laborat amb diverses associacions sense ànim de lucre com Amitasha, Supported Decision Making i Protsahan. També ha participat a teatre de carrer, tocant temes com el sentit cívic envers els discapacitats.
Aditi va participar en el Femina Miss India Delhi 2015, quedant com a finalista. Més tard va ser coronada com la guanyadora del fbb Femina Miss India World del mateix any, el 28 de març de 2015 a una cerimònia celebrada en Mumbai.
Després de guanyar el títol de Femina Miss India World va representar India a Miss World 2015, la 65a edició del concurs, sense guanyar.
En 2016, Aditi Arya va fer el seu debut al cinema a una pel·lícula de Tollywood, dirigida per Puri Jagannadh, Ism.